# Web3
Web3 або Web 3.0 — концепція нової ітерації розвитку Вебу, який би був децентралізованим та базувався на блокчейнах. Ставиться на противагу до Веб 2.0, де більшість даних та контенту зосереджені в руках невеликої групи компаній, яку часто називають «Великою п'ятіркою», або «GAFAM» (Google, Amazon, Facebook, Apple, Microsoft). Термін «Web3» був запропонований в 2014 році співзасновником Ethereum Гевіном Вудом. Увага до ідеї зросла у 2021 році серед криптовалютних ентузіастів, великих технологічних компаній та венчурних фірм.
Ідею критикують через зосередження капіталу та його використання як модне слово[⇨].

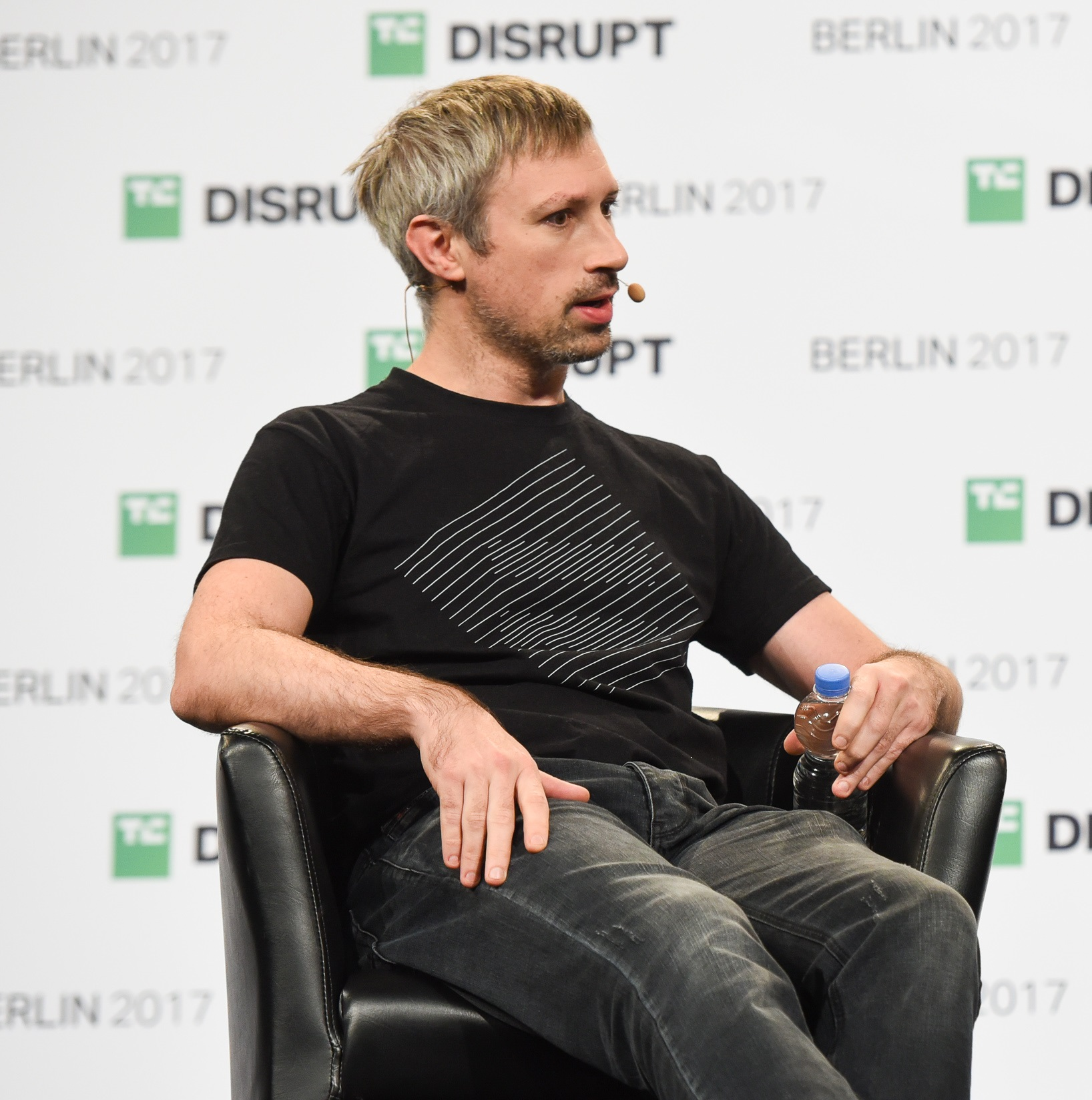
Англійський вчений в області інформатики та співзасновник Ethereum Гевін Вуд — автор терміна Web3

## Історія
Веб 1.0 та Веб 2.0 розглядаються як різні епохи в історії Вебу, зумовлені появою нових технологій та форматів. До Веб 1.0 відносять приблизно період з 1994 по 2004 роки, коли більшість вебсайтів були статичними вебсторінками і незрівнянно більша частина користувачів були споживачами, а не створювачами контенту. Веб 2.0 базується на ідеї «вебу як платформи», більше уваги зосереджується на контенті, згенерованому та оприлюдненому самими користувачами за допомогою соціальних мереж, блогів, вікі-сайтів порівняно з іншими сайтами та сервісами. Період Веб 2.0, як вважають, почався в 2004 році й триває досі.

## Концепція
Ідея Web3 спирається на децентралізовані мережі та найчастіше передбачає використання технологій блокчейн, зокрема криптовалют та невзаємозамінних токенів (NFT).
О. Харіф вважає цей термін «туманним» (англ. hazy), адже він передбачає «вбудовування фінансових активів у вигляді токенів у внутрішню роботу майже всього, що ви робите в Інтернеті». Деякі концепції базуються на ідеях децентралізованих автономних організацій (ДАО). Ще однією ключовою ідеєю є використання децентралізованих фінансових сервісів (англ. Decentralized Finance, DeFi), де користувачі обмінюються коштами без участі банків або урядів. Система суверенної ідентичності (англ. Self-Sovereign Identity, SSI) надає змогу користувачам пройти ідентифікацію без залежності від аутентифікаційних систем типу OAuth, де для отримання ідентифікуючої інформації необхідно звертатись до довіреної третьої сторони.

## Критика
Джек Дорсі, співзасновник та колишній головний директор компанії Твіттер, назвав Web3 «іграшкою венчурних капіталістів». Дорсі вважає, що Web3 не демократизує інтернет, а радше допоможе змістити більше влади від гравців типу Facebook до венчурчних фондів типу Andreessen Horowitz.
В інтерв'ю 2021 року головний директор компаній SpaceX та Tesla Ілон Маск висловив скептицизм щодо Web3, назвавши його «радше модним маркетинговим словом, ніж реальністю на даний момент».